# Языковой пуризм в армянском языке
Языковой пуризм в армянском языке — языковая и социокультурная практика, направленная на ограничение или исключение заимствований из других языков в армянском языке. Исторически пуристические тенденции проявлялись в отношении арабского, персидского и турецкого заимствований, а в XX—XXI веках основное внимание уделяется русизмам.

## Исторический очерк
В условиях иноземного владычества, армянский язык подвергся значительному влиянию арабского, персидского и турецкого языков. В XIX веке, с развитием ашхарабара (новоармянского литературного языка) и ростом национального самосознания, пуристические настроения усилились. Деятели национально-освободительного движения и лингвисты выступали за очищение языка от восточных заимствований, предлагая замены из грабара или создавая новые слова.
Согласно «Энциклопедическому словарю, составленному русскими учёными и литераторами» 1862 года, армяне, вследствие многолетнего сожительства со многими народами, нередко используют вместо исконных слов заимствованные — например, арабские, турецкие, грузинские, персидские, русские.

## Пуризм и влияние русского языка

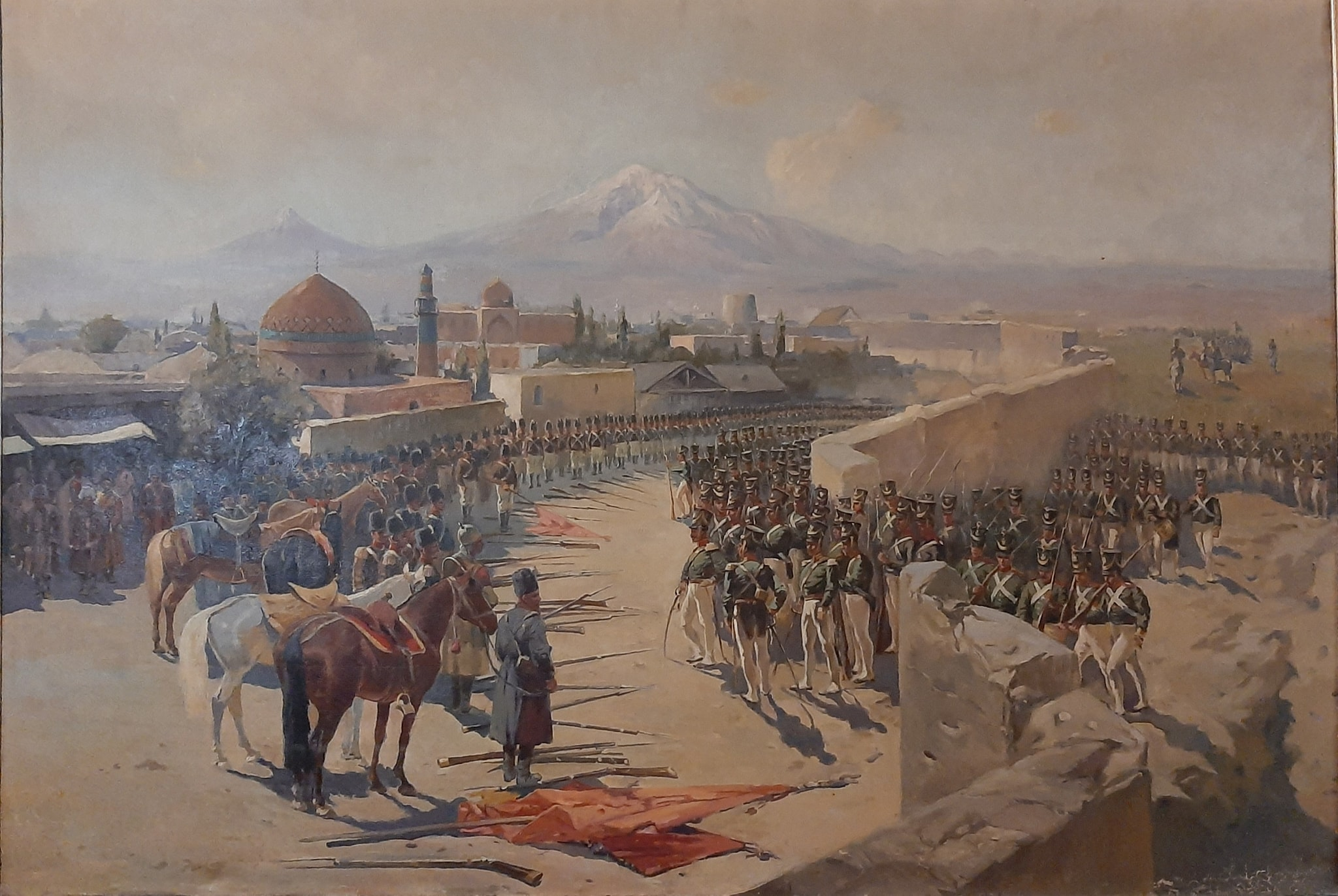
«Взятие русскими войсками Эриванской крепости», худ. Ф. А. Рубо (1893)

Включение Восточной Армении в состав Российской империи и последующий советский период привели к значительному усилению контактов с русским языком. Русский язык стал языком администрации, науки и межнационального общения, что вызвало приток русизмов в армянский язык. Русские слова часто произносятся так же, как в русском языке, но с ударением на последнем слоге, как в армянском.

### Советский период
В Советской Армении, несмотря на официальную политику развития национальных языков, доминирующая роль русского языка способствовала проникновению русизмов в различные сферы. Пуристические усилия в этот период были сосредоточены на противодействии этому влиянию, в первую очередь в области терминологии. Институт языка АН Армянской ССР играл ключевую роль в разработке армянской терминологии и нормализации литературного языка, стремясь заменить русские заимствования. Тем не менее, многие русизмы прочно вошли как в официальное употребление, так и в разговорную речь.

### Период независимости
После обретения независимости в 1991 году Республика Армения закрепила за армянским языком статус единственного государственного языка Законом «О языке» 1993 года. Пуристические настроения сохраняются, направленные как против русизмов, так и против новых заимствований, в частности, англицизмов, что связано с процессами глобализации. Институт языка продолжает работу по нормированию и терминотворчеству. Однако на практике некоторые армянские слова никогда не используются в разговорной речи, вместо них употребляются русские эквиваленты.

## Методы и примеры
Основные методы армянского пуризма включают создание слов на основе армянских корней, возрождение устаревшей лексики (в том числе из грабара) и калькирование.
Примеры русских заимствований и их армянских эквивалентов:
- мотор → շարժիչ (шаржич)
- телефон → հեռախոս (hyeṙaxos)
- компьютер → համակարգիչ (hamakargič)
- республика → հանրապետություն (hanrapetut’yun)
- галстук → փողկապ (p’ogkap)
- утюг → արդուկ (arduuk)

## Дискуссии и критика
Языковой пуризм в Армении вызывает дискуссии. Сторонники считают его необходимым для сохранения самобытности и полноценного функционирования армянского языка. Критики указывают на искусственность некоторых неологизмов и возможный отрыв литературной нормы от живой речи.